# Colonnové z Felsu
Colonnové z Felsu někdy též z Völsu (německy Colonna von Fels / Völs) byl panský a hraběcí rod usedlý v Čechách a ve Slezsku.

## Historie rodu
Rod pochází zřejmě z Jižních Tyrol (Völs), kam měla kolem roku 1153 přijít část římského rodu Colonnů, avšak původ v tomto papežském rodu je předmětem pochybností.
Od roku 1572 působili také v Čechách. Roku 1575 byl Linhart Colona z Felsu a s ním celý rod povýšen do panského stavu v Českém království a rod se postupně vzmáhal v Čechách. Nabyl mnoha statků, avšak účast na vzpouře českých stavů proti císaři připravila mu úpadek.
Linhart Colonna z Felsu byl jedním z předáků protestantského povstání. Ve válce proti králi Ferdinandovi II. byl polním maršálem pod velením generála hraběte Thurna. Padl 11. června 1619 v boji u Netolic. Po bitvě na Bílé hoře byl jeho majetek zkonfiskován a členové jeho rodu byli nuceni se vystěhovat z Čech. Usadili se v Horním Slezsku, kde Kašpar Colonna z Felsu vlastnil od roku 1638 Tošecké knížectví a od roku 1651 také panství Velké Střelice v Horním Slezsku. Tyto statky zůstaly v držení rodu až do 18. století. V roce 1657 byl Kašpar Colonna od císaře Leopolda povýšen do hraběcího stavu.

## Osobnosti rodu
- Kašpar Colonna z Felsu (1594–1666)
- Linhart Colona z Felsu (1565–1620), protestantský polní maršál
- Bedřich Kašpar Colonna z Felsu (okolo 1575–1614), činný v Brixenu
- Sidonie Šliková, rozená Colonnová z Felsu (přelom 16. / 17. století, † Cheb)
- Jiří Linhart Colona z Felsu, královský komorník
- Karel Samuel Linhart Colonna z Felsu  (1674–1716)
- Marie Anna Colonnová z Felsu (1702–1759), provdaná z Gallasu